# Hélène Langevin-Joliot
Hélène Curie-Joliot (París, Francia, 17 de septiembre de 1927) es una física nuclear francesa. Se educó en el Institut de physique nucléaire (en español: Instituto de Física Nuclear) en Orsay, un laboratorio que fue creado por sus padres Frédéric e Irène Joliot-Curie. Hélène es un miembro del comité asesor del gobierno francés.
En la actualidad, Hélène es profesora de física nuclear en el Instituto de Física Nuclear en la Universidad de París y directora de Investigación de la CNRS. También es conocida por su trabajo, en el que alienta a las mujeres a seguir carreras en los campos científicos.
Es presidenta del Grupo Especial que otorga el premio Marie Curie Excellence, un premio otorgado a destacados investigadores europeos. Y es presidenta del Union rationaliste.

## Formación
Como su padre Frédéric Joliot-Curie y su marido Michel Langevin, Hélène Langevin-Joliot es ingeniera de l'École supérieure de physique et de chimie industrielles de la ville de Paris (ESPCI ParisTech) (en español: Instituto superior de física y de química industrial de la ciudad de Paris) (64e promoción, diplomada en 1949), escuela en la que sus abuelos, Pierre y Marie Curie, descubrieron el radio y el polonio. Ella presentó su tesis doctoral de Estado en 1956.

## Familia
Su marido, Michel Langevin, era nieto del famoso físico Paul Langevin (que tuvo un romance con la viuda Marie Curie, abuela de Hélène, en 1910) y también fue físico nuclear en el Instituto, y su hijo, Yves (1951), es astrofísico.
Langevin-Joliot es de una familia de reconocidos científicos. Sus abuelos eran Pierre y Marie Curie, famosa por su estudio de la radioactividad, por el que ganó un Premio Nobel de física con Henri Becquerel en 1903. Marie Curie fue la primera persona en ganar un Premio Nobel en dos ciencias, la segunda fue en química (1911) con su descubrimiento del radio y el polonio
Del mismo modo, los padres de Hélène Langevin-Joliot ganaron el Premio Nobel de Química en 1935 por su descubrimiento de la radiactividad artificial. Pierre Joliot, su hermano y biofísico, ha hecho contribuciones al estudio de la fotosíntesis.
Debido a la herencia de su familia, Langevin-Joliot regularmente concede entrevistas y da charlas sobre su historia.

## Compromiso político
En 2019, anunció su apoyo al Partido Comunista para las elecciones europeas.
Hélène Langevin-Joliot fue presidente de la Unión Racionalista de 2004 a 2012.